# Третьякова, Вера Степановна
Вера Степановна Третьякова (род. 6 октября 1951) — российский лингвист. Декан факультета социальной работы и социальной педагогики и профессор кафедры социальной педагогики и психологии Социального института РГППУ.

## Биография
Окончила филологический факультет Свердловского государственного педагогического института (1974).
С 1975 по 2002 годы работала ассистентом, старшим преподавателем и доцентом кафедры русского языка педагогического института. С 1982 по 1985 годы обучалась в очной аспирантуре Московского областного педагогического института.
С 2002 года работает деканом факультета социальной работы и социальной педагогики и профессором кафедры социальной педагогики и психологии Социального института РГППУ. Является членом Ученого совета РГППУ и ученого совета Социального института РГППУ.
На научное мировоззрение Веры Степановны наибольшее влияние оказали ведущие лингвисты России Н.А. Кондрашов и Т. В. Матвеева. Основная проблематика ее научных исследований — коммуникативная лингвистика, психолингвистика, социолингвистика.
В 1985 году защитила кандидатскую диссертацию, в 2003 году — докторскую диссертацию.
Доцент (1990). Академик Международной академии наук педагогического образования (2006). Награждена Почетной грамотой Министерства образования РСФСР. Неоднократно награждалась Почетными грамотами вузов, в которых работала.
Читает лекционные курсы «Психолого-педагогические основы конструктивного общения», «Педагогические коммуникации», «Основы гомилетики», «Управленческое общение», «Стилистика научного текста».

## Основные публикации
- Азбука неконфликтного общения (коммуникативные тактики в профессиональной речи учителя): Учебное пособие. Екатеринбург, Изд-во Уральского гос. пед. ин-та. 1996. — 98 с.
- Конфликт глазами лингвиста //Юрислингвистика-2: русский язык в его естественном и юридическом бытии: Межвуз. сб. науч. тр. Барнаул: Изд-во Алтайского гос. ун-та. 2000. С. 16 — 32.
- Речевой конфликт и гармонизация общения. Екатеринбург: Изд-во Уральского гос. ун-та. 2002. — 287 с.
- Конфликт как феномен языка и речи // Проблемы образования, науки и культуры: Известия Уральского гос. ун-та. Екатеринбург: Изд-во Уральского гос. ун-та. 2003. № 27. Вып. 14. С. 26 — 42.
- Коммуникативные модели деятельности социального педагога. Модели деятельности социального педагога: Учебное пособие. Екатеринбург: Изд-во Уральского гос. проф.- пед. ун-та. 2005. С. 99 −125.